# Wegweiser (Kochstedt)

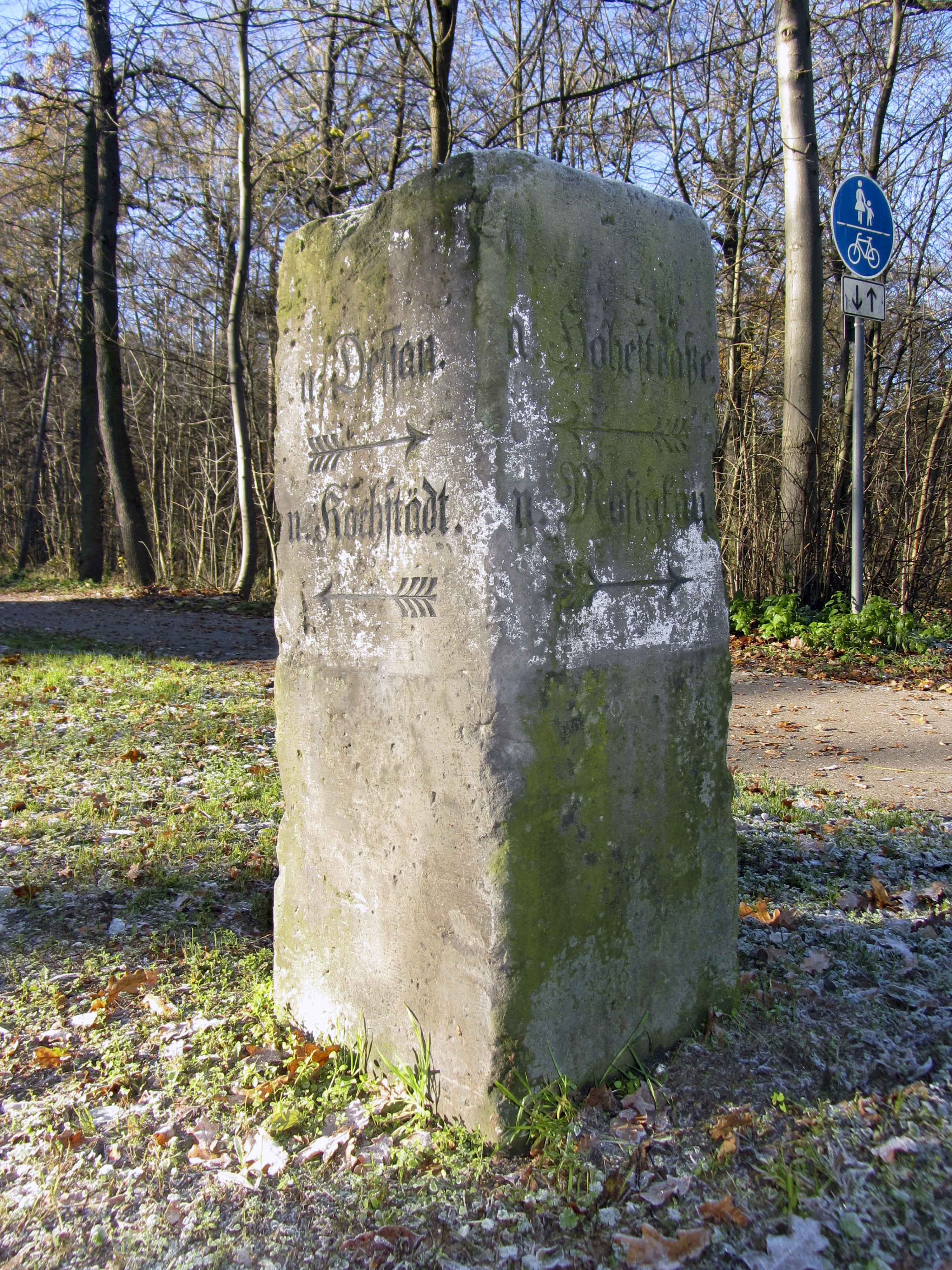
Wegweiserstein bei Kochstedt

Der Wegweiserstein bei Kochstedt ist ein Kleindenkmal in der kreisfreien Stadt Dessau-Roßlau in Sachsen-Anhalt.
Wegweisersteine zählen oft nicht zu den Distanzsteinen, da sie nicht immer auch Distanzen anzeigten, sondern lediglich Richtungen. Ein solcher Stein steht nordöstlich von Kochstedt. Er trägt an zwei Seiten Richtungspfeile und über diesen stehen die jeweiligen Ortsnamen der Nachbarorte.
Er wurde so gestaltet, dass die Südseite mit dem Pfeil nach rechts n. Dessau mit dem Pfeil nach links n. Kochstädt anzeigt beziehungsweise die Ostseite mit dem Pfeil nach links n. Hohestraße und mit dem Pfeil nach rechts n. Mosigkau. Diese Angaben stimmen mit der heutigen Situation überein, da der Stein noch heute an dieser Wegekreuzung steht.
Die ältere Schreibweise von Kochstedt weist den Stein dem 19. Jahrhundert zu. Wann genau er errichtet wurde, konnte noch nicht ermittelt werden. Die Chaussee von Dessau nach Quellendorf (heute Kochstedter Kreisstraße) wurde in den Jahren 1828 bis 1831 erbaut. Der Wegweiserstein steht heute unter Denkmalschutz und ist im Denkmalverzeichnis mit der Erfassungsnummer 094 41072 eingetragen.